# Jezioro Mnisze
Jezioro Mnisze – jezioro w woj. wielkopolskim, w powiecie międzychodzkim, w gminie Sieraków, leżące na terenie Kotliny Gorzowskiej.

## Dane morfometryczne
Powierzchnia zwierciadła wody według różnych źródeł wynosi od 22,5 ha do 25,4 ha.
Zwierciadło wody położone jest na wysokości 39,0 m n.p.m. lub 39,8 m n.p.m. Średnia głębokość jeziora wynosi 1,9 m, natomiast głębokość maksymalna 4,9 m.
W oparciu o badania przeprowadzone w 1993 roku wody jeziora zaliczono do III klasy czystości.